# Stazione di Osong
La stazione di Osong (오송역 - 五松驛 Osong-yeok) è una stazione passante situata nella a Cheongju, nella contea di Cheongwon, Chungcheongbuk-do in Corea del Sud. La stazione si trova in corrispondenza della linea KTX Gyeongbu ad alta velocità e le linee tradizionali Chungbuk e Osong.